# Thüngen
Pour les articles homonymes, voir Thüngen.
Thüngen est une commune du type Marktgemeinde de Bavière (Allemagne), située dans l'arrondissement de Main-Spessart, dans le district de Basse-Franconie.

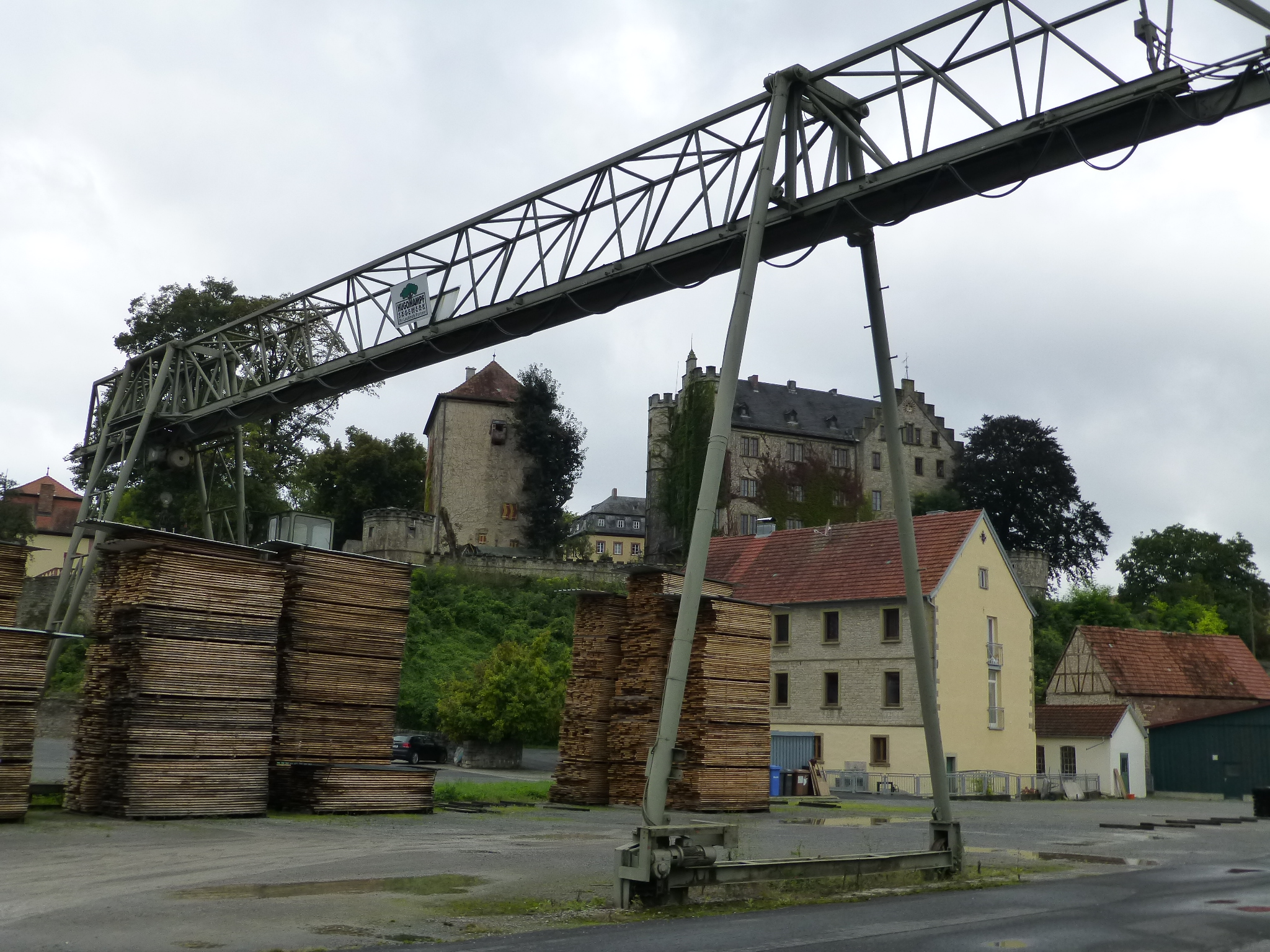
Le château néo-gothique des Thüngen et la scierie Kampf